# Берлинская городская электричка в 1961—1989 годах
Берли́нская городска́я электри́чка (S-Bahn) (нем. S-Bahn Berlin) в 1961—1989 годах — исторический период Берлинской городской электрички как одного из видов общественного транспорта разделенного Берлинской стеной на две системы: в Западном секторе и в Восточном секторе Берлина.

## Предыстория

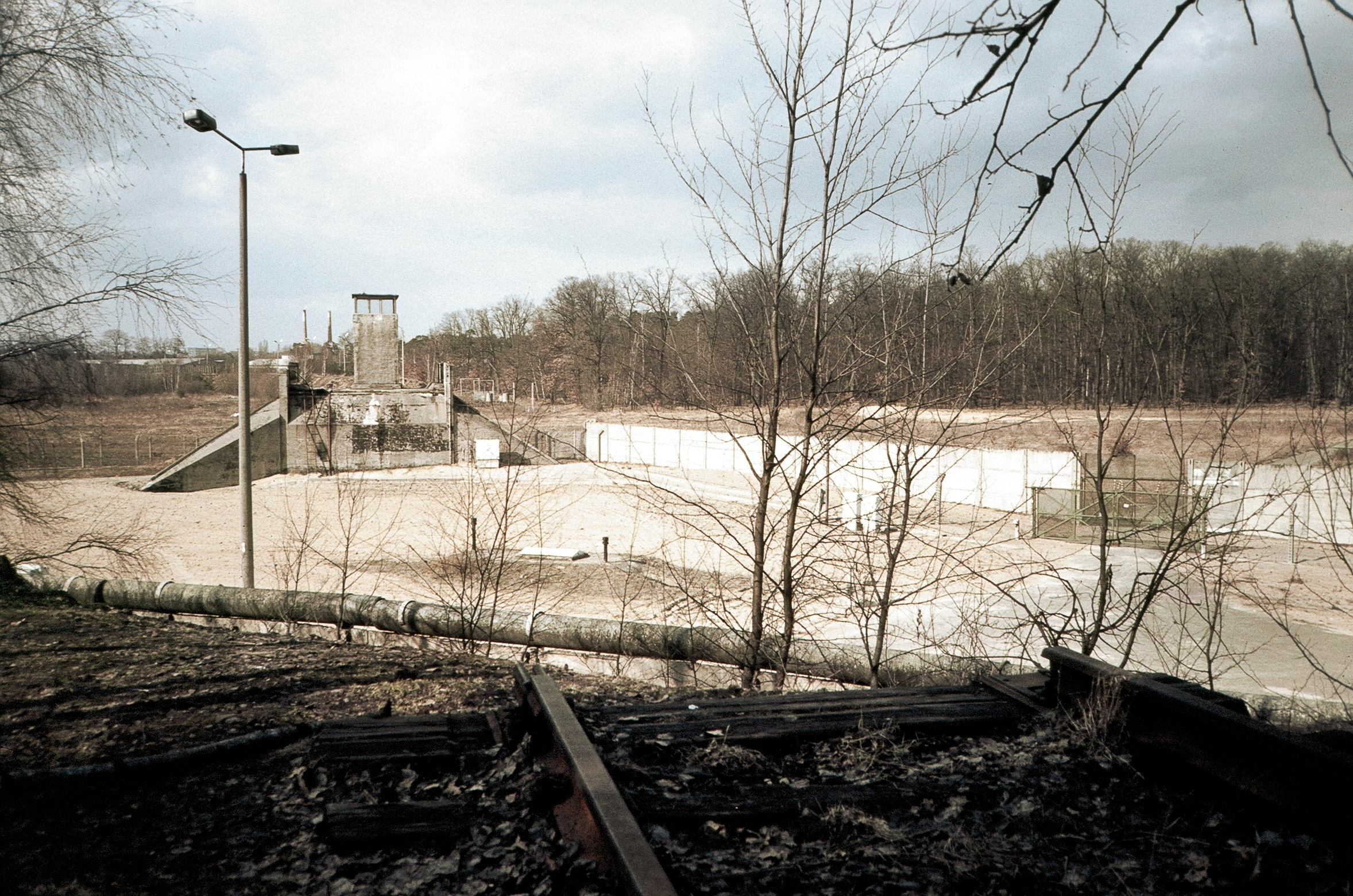
«Рельсы в никуда». Один из перегонов S-bahn, отрезанный Берлинской стеной. Фото 1987 года.

После капитуляции гитлеровской Германии и оккупации её войсками союзников антигитлеровской коалиции Берлин был разделен на четыре сектора оккупации: советский, американский, британский и французский. Постепенно начиналось восстановление города, разбор завалов и руин, восстановление работы общественного транспорта, одним из видов которого являлась так называемая Stadtschnellbahn или сокращенно S-bahn - наземная городская система электропоездов, обеспечивающая перевозку пассажиров по Берлину и его ближайших пригородов. S-bahn Берлина возобновила свою работу уже к 1948 году, окончательно - после восстановления всей инфраструктуры. По решению контрольной комиссии союзников, все хозяйство городской электрички города было передано на баланс советской военной администрации, а после образования ГДР - её государственной железной дороге Deutsche Reichsbahn.
В первое десятилетие S-bahn Берлина работала стабильно и связывала собой все оккупационные сектора города. Совершенно беспрепятственно можно было на поездах системы отправиться из одной части города в другую. Многие жители Берлина предпочитали, живя в советском секторе, где была бесплатная медицина и образование, ездить на работу в западные сектора, где больше платили. Одновременно с этим в 1950-х годах начался отток специалистов из Восточного Берлина и ГДР в Западный Берлин и ФРГ. В связи с массовой утечкой кадров и молодёжи власти ГДР решили блокировать западные сектора, установив пограничные сооружения, в будущем получившие общемировую известность как Берлинская стена.

## Разделение Берлинского S-bahn

Схема линий метро (синий) и S-bahn (красный) Восточного Берлина в 1984 году.

13 августа 1961 года в 1:00 ночи начались первые выдвижения войск ГДР в будущие приграничные районы города и работы по сооружению пограничной зоны. К утру силами народной полиции, боевых групп и армии ГДР были перекрыты все транспортные коридоры, соединявшие Восточный сектор Берлина с Западным. В их число вошли некоторые линии метрополитена и городской электрички.
Были перекрыты и впоследствии отрезаны друг от друга следующие участки и станции S-bahn, находившиеся в приграничных районах города: перегоны между станциями Köllnische straße — Baumschulenweg, Sonnenallee — Treptower Park, Gesundbrunnen — Pankow, Frohnau — Hohen Neuendorf, Heiligensee — Hennigsdorf, Friedrischtraße- Marx-Engels-Platz (сегодня станция называется Hackesher Markt). Первые из указанных станций остались на территории Западного Берлина, вторые — на территории Восточного.

Схема транзитных линий S1 и S25 через Восточный Берлин. Знаком «кирпич» обозначены недействовавшие станции.

Особым образом были перекрыты линии S1 и S25. Они стали транзитными, соединяющими одну часть Западного Берлина с другой, проходя под Восточным сектором. С севера станция Schönholz, располагавшаяся в Западном секторе, оставалась открытой, далее следовавшая станция Bornholmer Straße, находясь уже в Восточном секторе в приграничном со стеной районе, была закрыта и являлась транзитной, следующая станция Gesundbrunnen, выходившая вновь на участок Западного сектора, была открытой и являлась одновременно пересадочным узлом с одноименной станцией метро линии U8, станция Humboldthain, опять же находившаяся в Западном секторе, тоже была открытой, а следующие четыре станции, расположенные уже в Восточном секторе: Nordbahnhof — Oranienburger Straße — Unter den Linden — Potsdamer Platz, опять же были закрытыми и транзитными. Станция Friedrischtraße, располагавшаяся между станциями Oranienburger Straße и Unter den Linden, также располагалась в Восточном секторе, но имела особый статус контрольно-пропускного пункта. С неё можно было попасть в Восточный Берлин, а также пересесть на одноимённую станцию метро линии U6, также одновременно являвшейся КПП в Восточный Берлин. Если в случае с метрополитеном большая его часть осталась в Западном секторе, то в случае с городской электричкой вышло наоборот: большая часть линий осталась в Восточном секторе.

Логотип Deutsche Reichsbahn DDR, обслуживавшей Берлинский S-bahn.

Таким образом на последующие 28 лет с физическим разделением города на Восточный и Западный сектора городская электричка S-bahn также была разделена на две системы. По-прежнему обслуживанием всей системы городской электрички как на Западе, так и на Востоке занималась железная дорога ГДР. Строительство Берлинской стены породило с 17 августа так называемый S-bahn-бойкот, когда по призыву властей Западного Берлина его жители отказались от услуг S-bahn, находившейся в подчинении транспортников ГДР. Однако, долго бойкот не продлился. Плата за проезд в Западном Берлине бралась в марках ФРГ, соответственно, в Восточном — в марках ГДР.
К началу 1980-х годов пассажиропоток S-bahn Западного сектора значительно снизился. Дошло до того, что поезда ходили полупустыми с интервалом в 20 минут. Сказывалось быстрое развитие метрополитена в Западном секторе, тогда как городскую электричку по прежнему обслуживали железнодорожники ГДР, которые с падением пассажиропотока стали терпеть сплошные убытки. В 1980 году железнодорожники провели довольно массовую забастовку. По её итогам значительное количество линий S-bahn в Западном Берлине было закрыто. Всё это вынудило правительство ГДР в конечном итоге передать городскую электричку на баланс Berliner Verkehrsbetriebe — транспортной компании Западного Берлина, что и было сделано в январе 1984 года. Две автономные системы S-bahn продолжили своё существование вплоть до событий ноября 1989 года и объединения двух Германий в единое государство в 1990 году.
За всё время разделения S-bahn на территории Восточного берлина работало 10 маршрутов:
- 100 Friedrichstraße - Strausberg Nord (нынешняя S5)
- 101 Alexanderplatz - Wartenberg (ныне S75)
- 102 Alexanderplatz - Ahrensfelde (ныне S7)
- 105 Friedrichstraße - Erkner (ныне S3)
- 110 Friedrichstraße - Königs Wusterhausen (нынешние линии S9, S8 и S46)
- 115 Friedrichstraße - Аэропорт Шёнефельд (нынешние линии S45 и S9)
- 140 Oranienburg - Аэропорт Шёнефельд (нынешние линии S1, S8, S45, S9)
- 141 Bernau - Zeuthen (нынешние линии S2, S8 и S46)
- 142 Blankenburg - Spindlersfeld (нынешние линии S8 и S47)
- 143 Warschauer Straße - Buch - Spindlersfeld (нынешние линии S3, S5, S7, S75, S9, S8, S47).

Также в Западном Берлине было 3 маршрута:
- S1 Anhalter Bahnhof - Wannsee (укороченная трасса линии без заезда в Восточный Берлин)
- S2 Frohnau - Lichtenrade (частично занимает северную часть линии S1 и проходит по северо-западному тоннелю)
- S3 Friedrichstraße - Wannsee (идёт по современной трасировке, частично дублируя нынешнюю S7).

## Побеги из Восточного Берлина с помощью S-bahn
Случаи побегов граждан ГДР из Восточного Берлина были и после возведения стены, в том числе и при помощи метро и городской электрички. Единственной станцией S-bahn, открытой в Восточном секторе города, с которой можно было уехать в Западный сектор после 13 августа 1961 года, была Friedrischtraße, которая была переоборудована в КПП. В первое время из-за относительно низкой бдительности пограничников ГДР нескольким гражданам ГДР удалось пройти контроль, не вызвав подозрений. Как правило, такие люди предъявляли поддельные документы иностранного подданства или жителей Западного сектора. Так, инженер-строитель из ГДР Иоахим Нойман в декабре 1961 года прошёл КПП станции по раздобытым документам гражданина Швейцарии. Чуть позже контроль усилился, а все закрытые транзитные станции в Восточном секторе тщательно перекрывались, на них несли службу пограничные патрули.

## Объединение в единую систему
После падения Берлинской стены и в процессе объединения ГДР и ФРГ в единое немецкое государство перед властями встала проблема воссоединения разорванной три десятилетия назад транспортной системы Берлина. В первую очередь это касалось метрополитена и городской электрички, которые более остальных видов общественного транспорта пострадали от Берлинской стены. Работы по восстановлению разорванных линий городской электрички заняли почти десятилетие. Только к концу 1998 года были вновь открыты все основные радиальные линии на территории бывшего Западного Берлина, а также восстановлена связь с некоторыми пригородами Берлина (Потсдамом, Ораниенбургом, Бланкенфельде, Хеннингсдорфом). 15 июня 2002 года было полностью восстановлено движение на кольцевой линии Ringbahn.

## Подвижной состав
Довольно долгое время Берлинский S-bahn эксплуатировал типы электропоездов, построенные ещё в 1920—1930-е годы. Стоит отметить, что последние из этих составов завершили свою работу в Берлине лишь только к началу XXI века, разменяв седьмой десяток. До второй половины 1980-х годов основными сериями электропоездов были: Baureihe ET 125, Baureihe ET 165, Baureihe ET 166, Baureihe ET 167. Все они строились при участии компаний AEG, Waggonbau Dessau, O & K и др. С 1940-х годов парк электропоездов в Берлинской S-bahn не обновлялся фактически более 40 лет. В конце 1950-х годов в ГДР была попытка выпуска нового поколения электропоездов серии ET 170, однако дальше опытных образцов дело не пошло.
К 1980-м годам инфраструктура Берлинского S-bahn, особенно в Западном секторе, сильно обветшала и износилась. Только после передачи властями ГДР Западной части S-bahn началось восстановление системы. В ФРГ для Берлинской электрички были построены новые электропоезда серии Baureihe 480, в ГДР - электропоезда серии Baureihe 276 и Baureihe 270.

## Галерея исторического подвижного состава

Baureihe ET 125
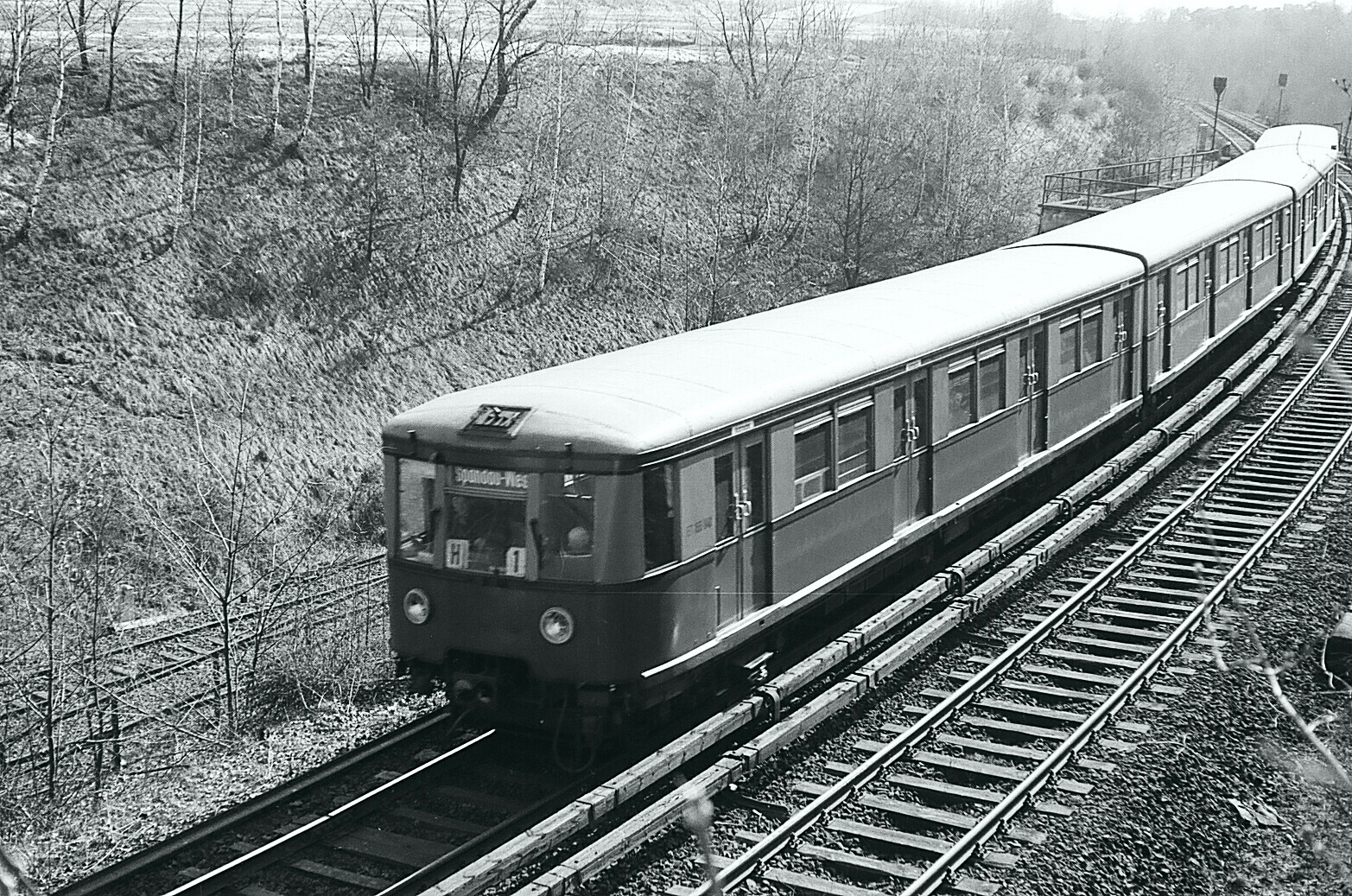
Baureihe ET 166
Baureihe ET 165
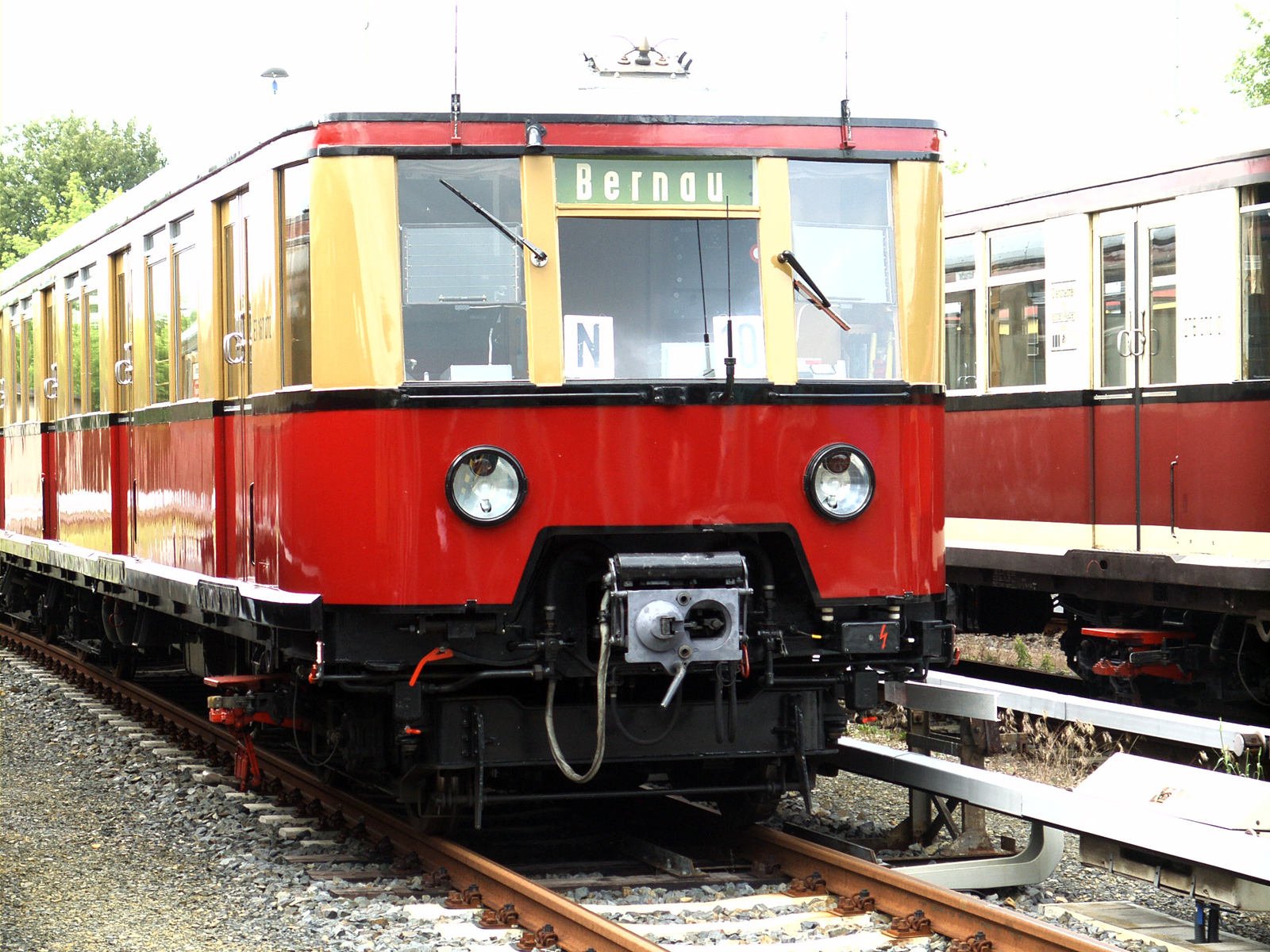
Baureihe ET 167
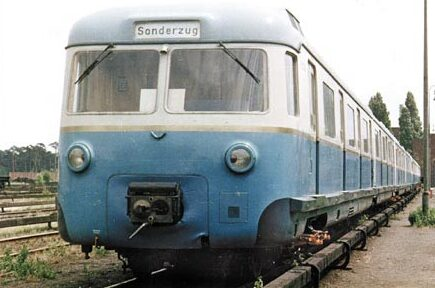
Baureihe ET 170
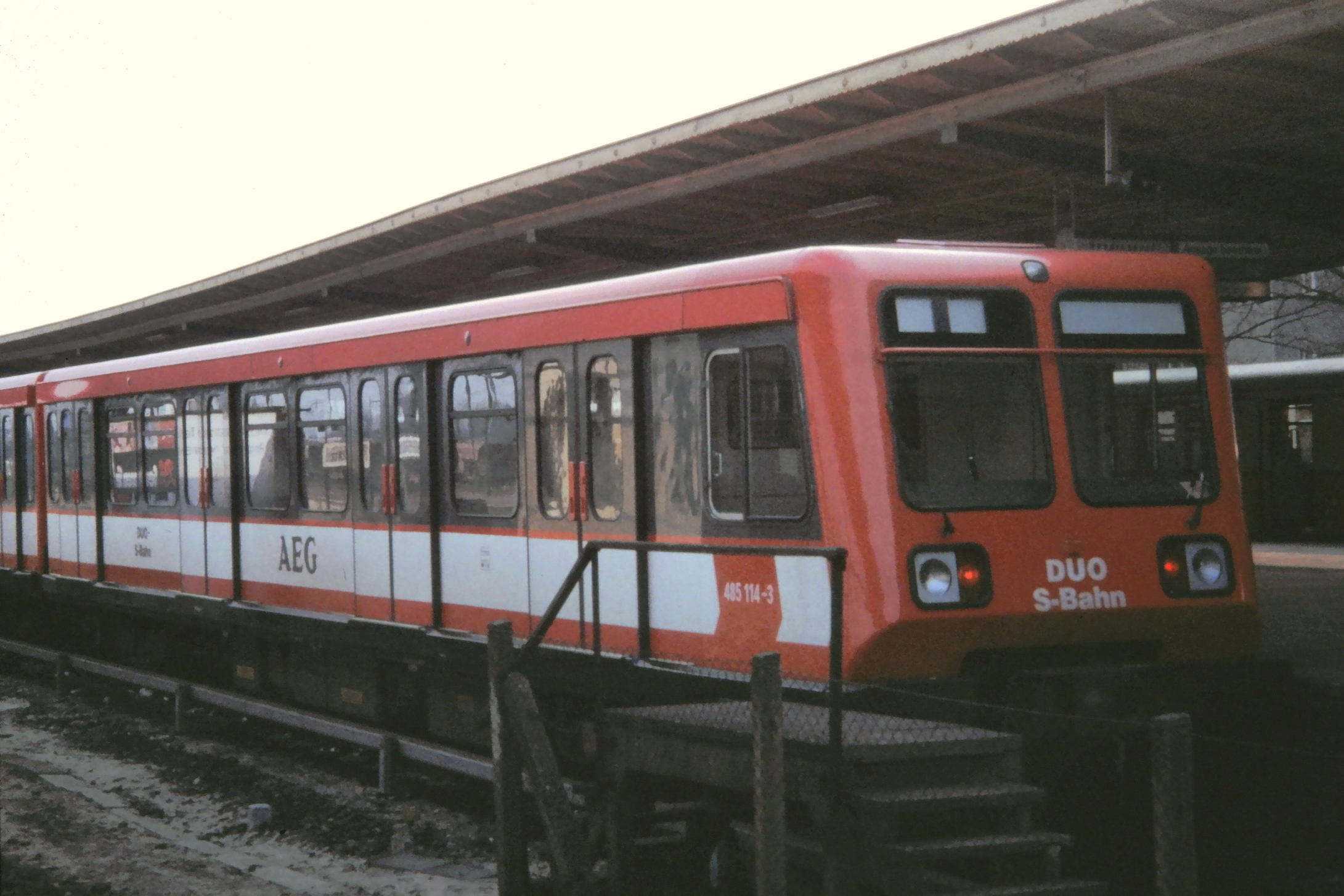
Baureihe 270 (позже Baureihe 485)
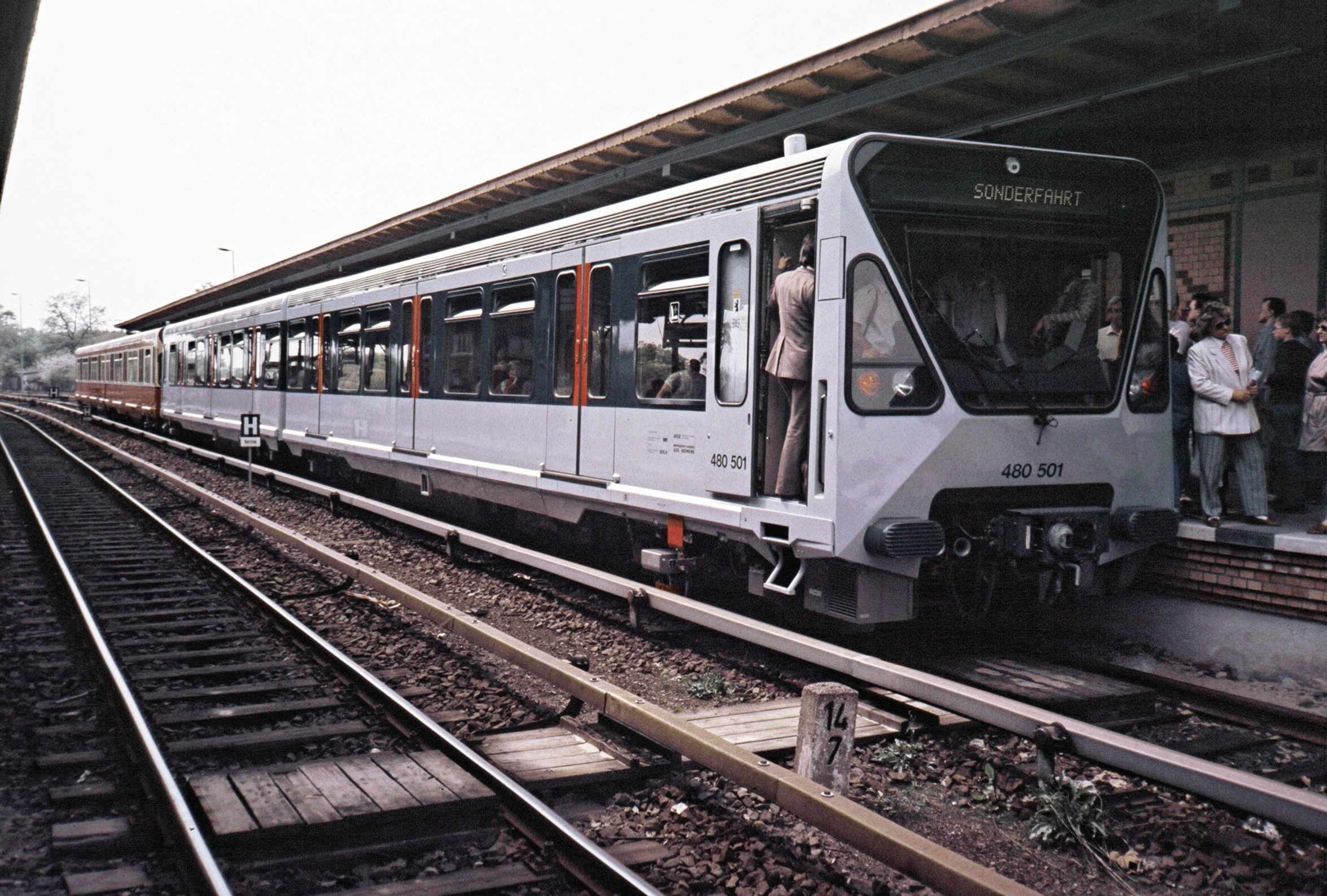
Baureihe 480